# Ayamonte (Gerichtsbezirk)
Der Gerichtsbezirk Ayamonte ist einer der sechs Gerichtsbezirke in der Provinz Huelva.
Der Bezirk umfasst 7 Gemeinden auf einer Fläche von 787,37 km² mit dem Hauptquartier in Ayamonte.

## Gemeinden
| Gemeinde                | Einwohner (2024) | Fläche km² | Dichte Einw./km² | Cod INE | Postleitzahl               |
| ----------------------- | ---------------- | ---------- | ---------------- | ------- | -------------------------- |
| Ayamonte                | 21.622           | 141,29     | 153              | 21010   | 21400, 21409               |
| Cartaya                 | 21.408           | 225,32     | 95               | 21021   | 21450                      |
| Isla Cristina           | 21.641           | 49,36      | 438              | 21042   | 21410, 21420, 21430, 21449 |
| Lepe                    | 29.241           | 127,94     | 229              | 21044   | 21440,21449                |
| San Silvestre de Guzmán | 644              | 48,59      | 13               | 21066   | 21591                      |
| Sanlúcar de Guadiana    | 416              | 96,56      | 4                | 21065   | 21595                      |
| Villablanca             | 2.979            | 98,31      | 30               | 21073   | 21590                      |
| Gerichtsbezirk Ayamonte | 97.951           | 787,37     | 124              | –       | –                          |